# 紀元前571年
紀元前571年（きげんぜん571ねん）は、西暦（ローマ暦）による年。紀元前1世紀の共和政ローマ末期以降の古代ローマにおいては、ローマ建国紀元183年として知られていた。紀年法として西暦（キリスト紀元）がヨーロッパで広く普及した中世時代初期以降、この年は紀元前571年と表記されるのが一般的となった。

## 他の紀年法
- 干支 : 庚寅
- 日本
  - 皇紀90年
  - 綏靖天皇11年
- 中国
  - 周 - 霊王元年
  - 魯 - 襄公2年
  - 斉 - 霊公11年
  - 晋 - 悼公2年
  - 秦 - 景公6年
  - 楚 - 共王20年
  - 宋 - 平公5年
  - 衛 - 献公6年
  - 陳 - 成公28年
  - 蔡 - 景侯21年
  - 曹 - 成公7年
  - 鄭 - 成公14年
  - 燕 - 武公3年
  - 呉 - 寿夢15年
- 朝鮮
  - 檀紀1763年
- ユダヤ暦 : 3190年 - 3191年

## できごと

### 中国
- 鄭軍が宋を攻撃した。
- 斉が莱に進攻した。
- 晋・宋・衛の連合軍が鄭に進入した。
- 晋の荀罃・魯の仲孫蔑・宋の華元、衛の孫林父らが戚で会合した。
- 魯の叔孫豹が使節として宋に赴いた。
- 晋の荀罃・斉の崔杼・魯の仲孫蔑・宋の華元、衛の孫林父らが戚で会合し、虎牢に城を築いた。
- 楚で大夫の公子申が殺害された。

## 死去
- 斉姜 - 魯の成公の夫人
- 成公 - 鄭の君主